# Jack Aubrey
Jack Aubrey és el protagonista principal de la sèrie de novel·les d'Aubrey-Maturin escrites per Patrick O'Brian centrades en l'Armada Reial anglesa i les guerres napoleòniques de finals del segle xviii i principis del xix.
A les novel·les veiem l'evolució del personatge des que és nomenat capità fins que esdevé almirall.
Físicament Jack Aubrey és un home alt i corpulent, amic del bon beure i del bon menjar, de cabells rossos i pell clara.
La seva corpulència el permet sortir viu de les nombroses lluites, abordatges i duels amb espasa que se succeeixen durant les novel·les. Viu però sovint ferit. És anomenat "l'afortunat" pels seus companys i mariners, donat que surt gairebé sempre amb èxit de les batalles i aconsegueix grans botins de guerra i fortunes.
A terra, però, és un autèntic desastre, no entén de negocis, li prenen el pèl i passa penúries i judicis. Gràcies, però a la seva dona Sophie Aubrey i als consells de Stephen Maturin i ajudes de persones influents de l'Armada pot sortir-se'n.
Ideològicament és un fidel seguidor de la corona anglesa i la moralitat conservadora (contrasta amb el seu company i metge Stephen Maturin, nacionalista català i irlandès, i ideològicament més flexible tot i que opositor radical de Napoleó). No és una persona gaire culta, poc llegida, ja que s'ha passat la vida navegant, des de marrec, obeint o donant ordres.
A la pel·lícula Master & Commander, és encarnat per Russell Crowe.